# M3MSat
M3MSat (Maritime Monitoring and Messaging Microsatellite, auch exactView 7 oder EV 7) ist ein kanadischer Kommunikationssatellit, der am 22. Juni 2016 gestartet wurde. Der Start des Satelliten war ursprünglich für den 19. Juni 2014 mit einer Sojus-Rakete geplant. Aufgrund der völkerrechtswidrigen Annexion der Krim durch Russland untersagte die kanadische Regierung den Start mit einer russischen Trägerrakete, woraufhin eine indische PSLV als Trägerrakete gebucht wurde.

## Mission
Die Mission ist ein Gemeinschaftsprojekt der University of Toronto, des Defence Research and Development Canada (DRDC), der Canadian Space Agency und von COM DEV International.
Zu den Aufgaben der Mission zählen:
- Das Erproben und testen neuer Mikrosatellitentechnik, darunter Kameras, Funk, Telemetriedaten
- Beobachtung und Identifikation von Schiffen, die sich auf das amerikanische/kanadische Festland zubewegen, sowie sich in den unzähligen Flüssen befinden
- Sicherheitssystem, um Kollisionen zu vermeiden

Der Satellit wurde für eine Betriebsdauer von mindestens einem Jahr, im optimalen Fall für zwei Jahre ausgelegt. Nach intensiven Tests in der Umlaufbahn ging der Satellit am 18. Mai 2017 in Betrieb. Er sendet seine Daten an eine Satellitenempfangstelle des Defence Research and Development Canada in Ottawa.